# Збірна Уругваю з футболу
Збірна Уругваю з футболу (ісп. Selección de fútbol de Uruguay) — національна збірна команда, що представляє Уругвай на міжнародних турнірах з футболу. Підпорядковується Асоціації футболу Уругваю.
Станом на 3 квітня 2025 посідає 13-e місце у рейтингу футбольних збірних світу.
Уругвай є найменшою з країн, чия збірна ставала володарем або ж призером Кубку світу з футболу: двічі, у 1930 та 1950 роках, уругвайські футболісти ставали найсильнішими у світі. Крім того уругвайська збірна двічі ставала переможцем Олімпійських ігор. П'ятнадцять разів уругвайська збірна ставала найсильнішою в Південній Америці, що є рекордом для Кубка Америки.
Здобувши 19 міжнародних титулів, збірна Уругваю (разом зі збірною Аргентини) стала найтитулованішою футбольною збірною XX століття. Перемога у Кубку Америки 2011 дозволила команді Уругваю стати найтитулованішою збірною в історії футболу.

## Історія
Першим офіційним матчем збірної Уругваю стала гра проти збірної Аргентини 16 травня 1901 року. Поєдинок став першим офіційним матчем за межами Великої Британії; перемогу в ньому з рахунком 3:2 здобули аргентинські футболісти.
Першим вагомим досягненням уругвайського футболу на міжнародній арені стала перемога у Копа Америка 1916 року. Свій успіх уругвайська збірна повторила наступного року, вигравши Копа Америка 1917.
У 1920-х роках уругвайська збірна 4 рази ставала найсильнішою на континенті. Двічі на Олімпійських іграх 1924 у Парижі та Олімпіаді 1928 у Амстердамі уругвайці завойовували золоті нагороди.

## Виступи на міжнародних турнірах

### Чемпіонати світу
| Чемпіонати світу з футболу | Чемпіонати світу з футболу | Чемпіонати світу з футболу | Чемпіонати світу з футболу | Чемпіонати світу з футболу | Чемпіонати світу з футболу | Чемпіонати світу з футболу | Чемпіонати світу з футболу | Чемпіонати світу з футболу |
| Рік                        | Раунд                      | Місце                      | І                          | В                          | Н                          | П                          | М+                         | М-                         |
| -------------------------- | -------------------------- | -------------------------- | -------------------------- | -------------------------- | -------------------------- | -------------------------- | -------------------------- | -------------------------- |
| 1930                       | чемпіон                    | 1                          | 4                          | 4                          | 0                          | 0                          | 15                         | 4                          |
| 1934                       | не брала участі            | не брала участі            | не брала участі            | не брала участі            | не брала участі            | не брала участі            | не брала участі            | не брала участі            |
| 1938                       | не брала участі            | не брала участі            | не брала участі            | не брала участі            | не брала участі            | не брала участі            | не брала участі            | не брала участі            |
| 1950                       | чемпіон                    | 1                          | 4                          | 3                          | 1                          | 0                          | 15                         | 5                          |
| 1954                       | четверте місце             | 4                          | 5                          | 3                          | 0                          | 2                          | 16                         | 9                          |
| 1958                       | не пройшла кваліфікацію    | не пройшла кваліфікацію    | не пройшла кваліфікацію    | не пройшла кваліфікацію    | не пройшла кваліфікацію    | не пройшла кваліфікацію    | не пройшла кваліфікацію    | не пройшла кваліфікацію    |
| 1962                       | груповий турнір            | 13                         | 3                          | 1                          | 0                          | 2                          | 4                          | 6                          |
| 1966                       | чвертьфінал                | 7                          | 4                          | 1                          | 2                          | 1                          | 2                          | 5                          |
| 1970                       | четверте місце             | 4                          | 6                          | 2                          | 1                          | 3                          | 4                          | 5                          |
| 1974                       | груповий турнір            | 13                         | 3                          | 0                          | 1                          | 2                          | 1                          | 6                          |
| 1978                       | не пройшла кваліфікацію    | не пройшла кваліфікацію    | не пройшла кваліфікацію    | не пройшла кваліфікацію    | не пройшла кваліфікацію    | не пройшла кваліфікацію    | не пройшла кваліфікацію    | не пройшла кваліфікацію    |
| 1982                       | не пройшла кваліфікацію    | не пройшла кваліфікацію    | не пройшла кваліфікацію    | не пройшла кваліфікацію    | не пройшла кваліфікацію    | не пройшла кваліфікацію    | не пройшла кваліфікацію    | не пройшла кваліфікацію    |
| 1986                       | 1/8 фіналу                 | 16                         | 4                          | 0                          | 2                          | 2                          | 2                          | 8                          |
| 1990                       | 1/8 фіналу                 | 16                         | 4                          | 1                          | 1                          | 2                          | 2                          | 5                          |
| 1994                       | не пройшла кваліфікацію    | не пройшла кваліфікацію    | не пройшла кваліфікацію    | не пройшла кваліфікацію    | не пройшла кваліфікацію    | не пройшла кваліфікацію    | не пройшла кваліфікацію    | не пройшла кваліфікацію    |
| 1998                       | не пройшла кваліфікацію    | не пройшла кваліфікацію    | не пройшла кваліфікацію    | не пройшла кваліфікацію    | не пройшла кваліфікацію    | не пройшла кваліфікацію    | не пройшла кваліфікацію    | не пройшла кваліфікацію    |
| 2002                       | груповий турнір            | 26                         | 3                          | 0                          | 2                          | 1                          | 4                          | 5                          |
| 2006                       | не пройшла кваліфікацію    | не пройшла кваліфікацію    | не пройшла кваліфікацію    | не пройшла кваліфікацію    | не пройшла кваліфікацію    | не пройшла кваліфікацію    | не пройшла кваліфікацію    | не пройшла кваліфікацію    |
| 2010                       | четверте місце             | 4                          | 7                          | 3                          | 2                          | 2                          | 11                         | 8                          |
| 2014                       | 1/8 фіналу                 | 12                         | 4                          | 2                          | 0                          | 2                          | 4                          | 6                          |
| 2018                       | чвертьфінал                | 5                          | 5                          | 4                          | 0                          | 1                          | 7                          | 3                          |
| 2022                       | груповий турнір            | 20                         | 3                          | 1                          | 1                          | 1                          | 2                          | 2                          |
| Усього                     | 2 титули                   | 14/22                      | 59                         | 25                         | 13                         | 21                         | 89                         | 77                         |

- — країна-господар фінального турніру

## Титули
- Чемпіонати світу

- Чемпіон (2): 1930,1950.
- Півфіналіст (3): 1954, 1970, 2010.

- Кубок Америки

- Чемпіон (15): 1916, 1917, 1920, 1923, 1924, 1926, 1935, 1942, 1956, 1959 (ІІ), 1967, 1983, 1987, 1995, 2011.
- Срібний призер (6): 1919, 1927, 1939, 1941, 1989, 1999.
- Бронзовий призер (8): 1921, 1922, 1929, 1947, 1953, 1957, 2003, 2024;

- Олімпійські ігри

- Чемпіон (2): 1924, 1928.

- Золотий кубок чемпіонів світу

- Чемпіон (1): 1980/81.

## Гравці збірної

### Поточний склад
Наступні 26 гравці були оголошені у списку збірної для участі у ЧС-2022.
Матчі та голи вірні станом на 27 вересня 2022 року, після матчу проти Канади.
| №  | Поз. | Гравець                 | Дата народження (вік)       | Ігри | Голи | Клуб                 |
| -- | ---- | ----------------------- | --------------------------- | ---- | ---- | -------------------- |
| 1  |      | Фернандо Муслера        | 16 червня 1986 (39 років)   | 133  | 0    | Галатасарай          |
| 12 |      | Себастьян Соса          | 19 серпня 1986 (38 років)   | 1    | 0    | Індепендьєнте        |
| 23 |      | Серхіо Рочет            | 23 березня 1993 (32 роки)   | 8    | 0    | Насьйональ           |
|    |      |                         |                             |      |      |                      |
| 2  |      | Хосе Хіменес            | 20 січня 1995 (30 років)    | 78   | 8    | Атлетіко Мадрид      |
| 3  |      | Дієго Годін ()          | 16 лютого 1986 (39 років)   | 159  | 8    | Велес Сарсфілд       |
| 4  |      | Рональд Араухо          | 7 березня 1999 (26 років)   | 12   | 0    | Барселона            |
| 13 |      | Гільєрмо Варела         | 24 березня 1993 (32 роки)   | 9    | 0    | Фламенгу             |
| 16 |      | Матіас Олівера          | 31 жовтня 1997 (27 років)   | 8    | 0    | Наполі               |
| 17 |      | Матіас Вінья            | 9 листопада 1997 (27 років) | 26   | 0    | Рома                 |
| 19 |      | Себастьян Коатес        | 7 жовтня 1990 (34 роки)     | 47   | 1    | Спортінг             |
| 22 |      | Мартін Касерес          | 7 квітня 1987 (38 років)    | 115  | 4    | Лос-Анджелес Гелаксі |
| 26 |      | Хосе Луїс Родрігес      | 14 березня 1997 (28 років)  | 0    | 0    | Насьйональ           |
|    |      |                         |                             |      |      |                      |
| 5  |      | Матіас Весіно           | 24 серпня 1991 (33 роки)    | 62   | 4    | Лаціо                |
| 6  |      | Родріго Бентанкур       | 25 червня 1997 (28 років)   | 51   | 1    | Тоттенгем Готспур    |
| 7  |      | Ніколас де ла Крус      | 1 червня 1997 (28 років)    | 17   | 2    | Рівер Плейт          |
| 10 |      | Джорджіан Де Арраскаета | 1 червня 1994 (31 рік)      | 40   | 8    | Фламенгу             |
| 14 |      | Лукас Торрейра          | 11 лютого 1996 (29 років)   | 40   | 0    | Галатасарай          |
| 15 |      | Федеріко Вальверде      | 22 липня 1998 (27 років)    | 44   | 4    | Реал Мадрид          |
| 25 |      | Мануель Угарте          | 11 квітня 2001 (24 роки)    | 6    | 0    | Спортінг             |
|    |      |                         |                             |      |      |                      |
| 8  |      | Факундо Пельїстрі       | 20 грудня 2001 (23 роки)    | 7    | 0    | Манчестер Юнайтед    |
| 9  |      | Луїс Суарес             | 24 січня 1987 (38 років)    | 134  | 68   | Насьйональ           |
| 11 |      | Дарвін Нуньєс           | 24 червня 1999 (26 років)   | 13   | 3    | Ліверпуль            |
| 18 |      | Максі Гомес             | 14 серпня 1996 (28 років)   | 27   | 4    | Трабзонспор          |
| 20 |      | Факундо Торрес          | 13 квітня 2000 (25 років)   | 10   | 0    | Орландо Сіті         |
| 21 |      | Едінсон Кавані          | 14 лютого 1987 (38 років)   | 133  | 58   | Валенсія             |
| 24 |      | Агустін Каноббіо        | 1 жовтня 1998 (26 років)    | 3    | 0    | Атлетіку Паранаенсі  |

### Відомі футболісти
| - Себастьян Абреу (1996—2012) - Антоніо Альсаменді (1978–1990) - Віктор Родрігес Андраде (1947–1957) - Хосе Леандро Андраде (1923–1930) - Перегріно Ансельмо (1927–1934) - Енріке Балльєстерос (1930–1937) - Пабло Бенгоечеа (1986–1997) - Обдуліо Хасінто Варела (1946–1954) - Себастьян Васкес (2005) - Шуберт Гамбетта (1941–1952) - Альсидес Гіджа (1950–1952) - Нестор Гонсальвес (1957–1971) - Ісабеліно Градин (1916–1927) - Ектор Кастро (1923–1935) - Луїс Кубілья (1959–1974) - Дієго Лугано (2005—) - Ладислао Мазуркевич (1965–1974) - Вільям Мартінес (1950–1965) - Андрес Масалі (1923–1929) - Роке Гастон Масполі (1945–1955) | - Оскар Омар Мігес (1950–1958) - Паоло Монтеро (1991–2005) - Хуан Мартін Мухіка (1966–1970) - Хосе Насассі (1923–1936) - Рубен Пас (1979–1990) - Максиміліано Перейра (2005—) - Педро Петроне (1923–1930) - Густаво Пойєт (1993–2000) - Альваро Рекоба (1995–2007) - Родольфо Серхіо Родрігес (1976–1986) - Педро Верхіліо Роча (1961–1974) - Хосе Педро Сеа (1923–1932) - Ектор Скароне (1917–1930) - Хуан Альберто Ск'яффіно (1946–1954) - Даріо Сільва (1994–2005) - Луїс Альберто Суарес (2007—) - Даниель Фонсека (1990–1997) - Дієго Форлан (2002—) - Енцо Франческолі (1982–1997) - Хуан Хохберг (1954–1959) |

## Рекордсмени
На 14 липня 2024.
| №  | Гравець              | Період    | Ігри | Голи |
| -- | -------------------- | --------- | ---- | ---- |
| 1  | Дієго Годін          | 2005-2022 | 161  | 8    |
| 2  | Луїс Альберто Суарес | 2007-н.ч. | 142  | 69   |
| 3  | Едінсон Кавані       | 2008-2022 | 136  | 58   |
| 4  | Фернандо Муслера     | 2009-2022 | 133  | 0    |
| 5  | Максімільяно Перейра | 2005-2018 | 125  | 3    |
| 6  | Мартін Касерес       | 2007-2022 | 116  | 4    |
| 7  | Дієго Форлан         | 2002-2014 | 112  | 36   |
| 8  | Крістіан Родрігес    | 2003-2018 | 110  | 11   |
| 9  | Дієго Лугано         | 2003-2014 | 95   | 9    |
| 10 | Ехідіо Аревало Ріос  | 2006-2017 | 90   | 0    |

| №     | Гравець              | Період    | Голи | Ігри |
| ----- | -------------------- | --------- | ---- | ---- |
| 1     | Луїс Альберто Суарес | 2007-н.ч. | 69   | 142  |
| 2     | Едінсон Кавані       | 2008-2022 | 58   | 136  |
| 3     | Дієго Форлан         | 2002-2014 | 36   | 112  |
| 4     | Ектор Скароне        | 1917-1930 | 31   | 51   |
| 5     | Анхель Романо        | 1913-1927 | 28   | 69   |
| 6     | Оскар Мігес          | 1950-1958 | 27   | 39   |
| 7     | Себастьян Абреу      | 1996-2012 | 26   | 70   |
| 8     | Педро Петроне        | 1923-1930 | 24   | 28   |
| 9-10  | Фернандо Морена      | 1971-1983 | 22   | 53   |
| 10-10 | Карлос Агілера       | 1982-1997 | 22   | 64   |